# Institut für Demokratie und Zusammenarbeit
Das Institut für Demokratie und Zusammenarbeit (russisch Институт демократии и сотрудничества) ist eine als Stiftung verfasste Denkfabrik. Es wurde im November 2007 in Moskau gegründet und beansprucht, die Lage der Menschenrechte in den Vereinigten Staaten und der EU zu beobachten. Gründer und Leiter ist der Rechtsanwalt Anatoli Grigorjewitsch Kutscherena.

## Entstehung und Zweck
Der russische Präsident Wladimir Putin kündigte bei einem Gipfeltreffen mit der EU 2007 ein russisches Institut an, das künftig die westlichen Demokratien beobachten werde. Er reagierte damit auf die kontinuierliche Kritik westlicher Nichtregierungsorganisationen (NGOs) an der Menschenrechtslage in Russland und an seinem autoritären Kurs. Putins Regierung führte diese Kritik auf eine Strategie westlicher Regierungen zurück, die mit scheinbar unabhängigen NGOs Russland zu schaden und einen Umsturz herbeizuführen versuchten. Er warf den NGOs, besonders der US-amerikanischen Stiftung Freedom House, Einmischung in Russlands innere Angelegenheiten und Abhängigkeit von staatlicher Finanzierung vor. Im Gegenzug sollte das russische Institut Demokratiedefizite und Menschenrechtsverletzungen in den USA und anderen westlichen Staaten beleuchten. Vertreter von Human Rights Watch erwarteten, dass das Institut sich zwischen russischer Staatspropaganda und ernsthafter Menschenrechtsarbeit entscheiden müsse. Im letzteren Fall müsse es sich gegen starke Konkurrenz westlicher Menschenrechtsgruppen behaupten.
Die Gründung geschah im November 2007 in Moskau. Im Februar 2008 reisten Vertreter des Instituts nach Paris und New York City, um dort Außenbüros zu gründen. Natalija Alexejewna Narotschnizkaja leitet die Filiale in Paris, Andranik Migranyan leitet das Büro in New York. Ihren Angaben nach soll das Pariser Büro auch die Lage der nationalen Minderheiten in EU-Staaten beobachten, etwa die der Russen in Lettland. Das New Yorker Büro soll auch einseitigen Informationen über Russland entgegentreten.

## Finanzierung
Nach Kutscherenas Angaben finanziert sich das Institut aus Spenden und erhält keine staatlichen Mittel. Es sei eine reine Bürgerinitiative, die auf die Unterstützung russischer Unternehmer setze. Da in Russland viele Unternehmen staatlich oder stark vom Staat abhängig sind, wurde die Unabhängigkeit des Instituts von der russischen Regierung von Beginn an bezweifelt. Laut dem Russlandkorrespondenten Boris Reitschuster werden das Institut und seine russischen Referenten aus Russland finanziert.

## Compact-Konferenzen
Das Institut veranstaltet seit 2012 regelmäßig die „Souveränitätskonferenzen“ des verschwörungsideologischen und rechtsextremen Querfront-Magazins Compact mit. Dessen Redakteur Jürgen Elsässer organisiert die Konferenzen, er und die Institutsvertreter wählen die Referenten aus. Sie propagieren dort in Übereinstimmung mit Putin, russischen Nationalisten und Rechtsextremisten Antiamerikanismus und Eurasismus.
Elsässer strebt schon seit längerem eine politische „Achse Paris-Berlin-Moskau“ gegen die NATO, gegen die EU und die Integration Deutschlands in die Euro-Zone an und arbeitet dazu mit dem Institut, russischen Staatsmedien wie RT Deutsch, dem Neofaschisten und Anführer der Internationalen Eurasischen Bewegung Alexander Dugin und mit Rechtspopulisten Europas wie Nigel Farage, Heinz-Christian Strache, Marine Le Pen sowie der Partei Alternative für Deutschland (AfD) zusammen.
Bei der ersten Konferenz am 24. November 2012 in Berlin arbeiteten die Veranstalter auch mit dem staatlich finanzierten Auslandssender Russia Today zusammen. Bei der zweiten Konferenz in Leipzig traten Thilo Sarrazin, mehrere Familienpolitikerinnen der Duma und homosexuellenfeindliche Gegner der Ehe für alle auf. Der rassistische Blog Politically Incorrect und die neurechte Zeitschrift Junge Freiheit warben für die Konferenz. In einem Grußwort bezeichnete Natalia Narotchnitskaya die „Ideologie der Menschenrechte“ als neues Kommunistisches Manifest und Totalitarismus der Neuzeit. Sie setzte Liberalismus mit Marxismus gleich und stellte die russischen Konservativen als „Verteidiger der Freiheit“ dar. Die ebenfalls eingeladene damalige AfD-Sprecherin Frauke Petry sagte kurzfristig ab. Die Veranstaltung trug den Untertitel „Werden Europas Völker abgeschafft?“ und rief erhebliche Proteste in der LGBTQ-Gemeinschaft hervor.
Bei der Konferenz von 2013 in Paris traten Elsässers damaliger Medienpartner Ken Jebsen, die rechtskonservative russische Dumaabgeordnete Jelena Misulina, die nationalistische Historikerin Natalja Narotchnizkaja und der britische Publizist und Putin-Anhänger John Laughland auf. Eingeladen waren auch Vertreter des russischen Auslandssenders Stimme Russlands. Dieser berichtete positiv über die Konferenz und interviewte Elsässer mehrmals. Misulina hatte das stark umstrittene russische Gesetz gegen „Schwulenpropaganda“ verfasst. Natalja Narotchnizkaja trat als Kämpferin gegen eine angebliche „sexuelle Umerziehung“ der Kinder und angebliche Erosion moralischer Werte auf.
Weil das Institut mit seiner Linie, dem Westen Versäumnisse bei der Presse- oder Meinungsfreiheit nachzuweisen, wenig erfolgreich war, entwarf das Zentrum für Strategische Kommunikation in Moskau ab Dezember 2013 ein neues Propagandakonzept. Putin wurde nun als globaler Anführer der Konservativen gegen einen vermeintlich moralisch verkommenden Westen dargestellt. Nach der Annexion der Krim 2014 verstärkte Russlands Regierung dazu die Zusammenarbeit mit europäischen Rechtspopulisten, auch durch hohe Finanzkredite von Kreml-nahen Banken, Kontakte zu Spitzenvertretern der AfD und die weitere Kooperation mit Jürgen Elsässer. Dessen weitere Zusammenarbeit mit dem Institut dient ihrerseits der Vernetzung von EU- und amerikakritischen Rechten in Europa. So trat auf der Compact-Konferenz unter dem Titel „Frieden mit Russland“ am 22./23. November 2014 auch Wladimir Jakunin auf, ein enger Vertrauter Putins. Zu den Gästen gehörte AfD-Vertreter Alexander Gauland.